# 요인
요인(要人)은 사회적으로 중요한 지위나 신분을 가진 사람을 뜻한다. VIP(Very Important Person→매우 중요한 사람)라고도 한다. 손님일 경우 귀빈(貴賓)으로 불린다.

## 국빈
국빈(國賓)이란 정식으로 국가의 손님으로서 대우받는 사람을 말한다. 외국의 원수·수상·군주 등에 대한 대우가 그것이다.
공빈(公賓)은 국빈의 한 단계 아래 개념으로, 외국에서 방문하는 주요한 각료·특사·왕족·정치인 등으로 정부의 손님으로서 상당한 대우를 받는 사람을 말한다.